# رتبه‌بندی دانشگاه‌ها و مؤسسه‌های آموزش عالی
رتبه‌بندی آکادمیک دانشگاه‌های جهان بر اساس پارامترهای مختلفی انجام می‌گیرد. رتبه‌بندی‌ها می‌تواند براساس کیفیّت برخی شاخص‌های موجود انجام شود. از جملهٔ این شاخص‌ها می‌توان به آمارهای تجربی، برآوردهای مربوط به مدرسین و استادان، بورسیه‌ها، دانشجویان، داوطلبان ورود به دانشگاه و برخی دیگر اشاره کرد. برخی از رتبه‌بندی‌ها هم هستند که بر اساس نحوهٔ پذیرش و ورود دانشجویان به دانشگاه صورت می‌گیرد.
علاوه بر رتبه‌بندی موسسات، برخی رتبه‌بندی‌های دیگری هم وجود دارد که برای برنامه‌های آموزشی، دپارتمان‌ها و مدارس صورت می‌گیرد. رتبه‌بندی‌ها بر اساس جهت‌دهی برخی مجلات و روزنامه‌ها و گاهی هم توسط دانشگاهیان و فرهنگیان انجام می‌گیرد.
رتبه‌بندی ممکن است از کشوری به کشور دیگر متفاوت باشد. یک تحقیق در دانشگاه کرنل نشان می‌دهد که رتبه‌بندی دانشگاه‌های در ایالات متحده به صورت معناداری تحت تأثیر سیستم پذیرش دانشجوست ولی در انگلستان تعداد نشریات و مقالات رتبهٔ دانشگاه‌ها را تعیین می‌کند.

## رتبه‌بندی‌های بین‌المللی توسط موسسات محلی

قیاس رده بندیها

موسسات محلی متعددی رتبه‌بندی بین‌المللی دانشگاه‌ها را انجام می‌دهند که شامل موارد زیر است:

### رتبه‌بندی آموزشی دانشگاه‌های جهان SJTU
از رتبه‌بندی‌های مهم آموزشی دانشگاه‌های جهان، رتبه‌بندی است که توسط دانشگاه شانگهای جیائوتنگ صورت گرفته‌است. این رتبه‌بندی در قالب یک پروژهٔ بزرگ در کشور چین صورت گرفته‌است و هدف آن رتبه‌بندی دانشگاه‌های دنیا به صورت کاملاً مستقل بود و در واقع برای اندازه‌گیری فاصلهٔ دانشگاه‌های چینی و دانشگاه‌های روز دنیا صورت گرفت و نتایج آن در مجلهٔ اکونومیست به چاپ رسید. میزان پارامترهای مؤثر در این رتبه‌بندی بیشتر در حوزهٔ علوم طبیعی قرار دارند و عبارتند از تعداد مقالات منتشر شده در مجلات نیچر و ساینس (که هر دو در حوزهٔ علوم طبیعی فعالیت می‌کنند)، تعداد برندگان جایزه نوبل (که بیشتر به علوم فیزیک تعلق می‌گیرد) و جایزه فیلدز (در حوزهٔ ریاضیات).
| دانشگاه           | کشور                | رتبه کلی جهانی در سال ۲۰۰۹ |
| ----------------- | ------------------- | -------------------------- |
| دانشگاه هاروارد   | ایالات متحده امریکا | ۱                          |
| دانشگاه استنفورد  | آمریکا              | ۲                          |
| دانشگاه کالیفرنیا | آمریکا              | ۳                          |
| دانشگاه کمبریج    | انگلیس              | ۴                          |
| ام آی تی          | آمریکا              | ۵                          |
| کلتک              | آمریکا              | ۶                          |
| دانشگاه کلمبیا    | آمریکا              | ۷                          |
| دانشگاه پرینستون  | آمریکا              | ۸                          |
| دانشگاه شیکاگو    | آمریکا              | ۹                          |
| دانشگاه آکسفورد   | انگلیس              | ۱۰                         |

### رتبه‌بندی تایمز
رتبه‌بندی تایمز هر ساله لیستی از دانشگاه‌های برتر دنیا را منتشر می‌کند. بین سال‌های ۲۰۰۹-۲۰۰۴ این رتبه‌بندی به صورت مشترک با رتبه‌بندی کیواس منتشر شده است
| دانشگاه                | کشور   | رتبه کلی جهانی در سال ۲۰۲۰ |
| ---------------------- | ------ | -------------------------- |
| دانشگاه آکسفورد        | انگلیس | ۱                          |
| موسسه فناوری کالیفرنیا | آمریکا | ۲                          |
| دانشگاه کمبریج         | انگلیس | ۳                          |
| دانشگاه استنفورد       | آمریکا | ۴                          |
| ام آی تی               | آمریکا | ۵                          |
| دانشگاه پرینستون       | آمریکا | ۶                          |
| دانشگاه هاروارد        | آمریکا | ۷                          |
| دانشگاه ییل            | آمریکا | ۸                          |
| دانشگاه شیکاگو         | آمریکا | ۹                          |
| امپریال کالج لندن      | انگلیس | ۱۰                         |

### رتبه‌بندی کیواس
رتبه‌بندی دانشگاهی کیواس که قبلا به صورت مشترک با رتبه‌بندی تایمز، منتشر می‌شد، یک رتبه‌بندی ارائه شده توسط شرکت کاکارلی سیموندز است که با همکاری الزویر هرساله به اقدام به انتشار رتبه‌ندی دانشگاهی و موضوعی می‌نماید.
| دانشگاه                | کشور   | رتبه کلی جهانی در سال ۲۰۲۰ |
| ---------------------- | ------ | -------------------------- |
| دانشگاه آکسفورد        | انگلیس | ۱                          |
| موسسه فناوری کالیفرنیا | آمریکا | ۲                          |
| دانشگاه کمبریج         | انگلیس | ۳                          |
| کالج دانشگاهی لندن     | انگلیس | ۴                          |
| ام آی تی               | آمریکا | ۵                          |
| دانشگاه پرینستون       | آمریکا | ۶                          |
| دانشگاه هاروارد        | آمریکا | ۷                          |
| دانشگاه ییل            | آمریکا | ۸                          |
| دانشگاه شیکاگو         | آمریکا | ۹                          |
| امپریال کالج لندن      | انگلیس | ۱۰                         |

### نشریهٔ نیوزویک
در اوت ۲۰۰۶ (مرداد ۱۳۸۵)، نشریهٔ نیوزویک آمریکا رتبه‌بندی ۱۰۰ دانشگاه اول دنیا را به کمک معیارهای دو رتبه‌بندی دیگر (یعنی رتبه‌بندی آموزشی دانشگاه‌های دنیا توسط دانشگاه شانگهای و نشریهٔ آموزش عالی تایمز) و یک معیار جدید که تعداد کتاب‌ها و مجلات کتابخانه‌ها بود ارائه کرد.
| دانشگاه                            | کشور   | رتبه کلی جهانی در سال ۲۰۰۷ |
| ---------------------------------- | ------ | -------------------------- |
| دانشگاه هاروارد                    | آمریکا | ۱                          |
| دانشگاه استنفورد                   | آمریکا | ۲                          |
| دانشگاه ییل                        | آمریکا | ۳                          |
| کلتک                               | آمریکا | ۴                          |
| دانشگاه کالیفرنیا                  | آمریکا | ۵                          |
| دانشگاه کمبریج                     | انگلیس | ۶                          |
| ام آی تی                           | آمریکا | ۷                          |
| دانشگاه آکسفورد                    | انگلیس | ۸                          |
| دانشگاه کالیفرنیا در سان فرانسیسکو | آمریکا | ۹                          |
| دانشگاه کلمبیا                     | آمریکا | ۱۰                         |

### وبومتریک
رتبه‌بندی وبومتریک دانشگاه‌های دنیا توسط آزمایشگاه سایبرمتریک (CINDOC) -واحدی از انجمن ملی تحقیقات اسپانیا (CSIC)- تهیه شده‌است. این رتبه‌بندی بیش از ۴۰۰۰ دانشگاه دنیا را بر اساس اطلاعات مبتنی بر وب آن‌ها تحلیل کرده‌است.
رتبه‌بندی وبومتریک متشکل از یک پایگاه داده شامل ۱۵،۰۰۰ دانشگاه و بیش از ۵،۰۰۰ مرکز تحقیقاتی است. ۴،۰۰۰ دانشگاه اول در رتبه‌بندی مشخص شده‌است، و دانشگاه‌های دیگر نیز در رده‌بندی‌های محلی و جزئی‌تر آمده‌است. موسسات آموزش عالی و مراکز تحقیقاتی کشورهای در حال توسعه در این روش رتبه‌بندی، با قرار دادن دستاوردهای علمی خود بر روی اینترنت می‌توانند وضعیت بهتری پیدا کنند چرا که ممکن است نسبت به دانشگاه‌های تراز اول دنیا بسیار فاصله داشته باشند اما با این روش می‌توانند وضعیت خود را بهتر نمایان کنند.
این رتبه‌بندی اولین بار در سال ۲۰۰۴ انجام شد و بر اساس شاخصی مرکب از چندین پارامتر تهیه شد. این پارامترها عبارتند از حجم اطلاعات موجود بر روی وب، قابلیت دسترسی و نسبت اطلاعات منتشر شده در وب به میزان لینک‌های برگشتی خارجی آن است. این رتبه‌بندی هر ساله در دی‌ماه و تیرماه بروز می‌شود و یک مقیاس وبی برای دانشگاه‌ها و مراکز تحقیقاتی فراهم می‌آورد. این رتبه‌بندی میزان فعالیت علمی وب‌گاه‌های آموزشی را به صورت دوره‌ای نشان می‌دهد.
شاخص‌های وبومتریک به این دلیل به وجود آمده‌اند که میزان توجه موسسات را به نشر اینترنتی نشان دهد. بنابراین دانشگاه‌های با کیفیت آموزشی بالا ممکن است به دلیل عدم تمایل به سیاست‌های انتشار اینترنتی، در این نوع رتبه‌بندی رتبهٔ مورد انتظار خود را بدست نیاورند.
| دانشگاه                     | کشور   | رتبه کلی جهانی در سال ۲۰۱۰ |
| --------------------------- | ------ | -------------------------- |
| دانشگاه هاروارد             | آمریکا | ۱                          |
| ام آی تی                    | آمریکا | ۲                          |
| دانشگاه استنفورد            | آمریکا | ۳                          |
| دانشگاه کالیفرنیا           | آمریکا | ۴                          |
| دانشگاه کرنل                | آمریکا | ۵                          |
| دانشگاه میشیگان             | آمریکا | ۶                          |
| دانشگاه مینه‌سوتا            | آمریکا | ۷                          |
| دانشگاه واشینگتن            | آمریکا | ۸                          |
| دانشگاه ویسکانسین در مدیسون | آمریکا | ۹                          |
| دانشگاه تگزاس در آستین      | آمریکا | ۱۰                         |

### فاکتور جِی
یکی از روش‌های رتبه‌بندی دانشگاه‌ها بر اساس وبومتریک، روش فاکتور جی (به انگلیسی: G-factor) است که تعداد پیوندهای وب‌سایت یک دانشگاه را در میان وب‌سایت دیگر دانشگاه‌ها محاسبه می‌کند. فاکتور جی در واقع میزان محبوبیت و اهمیت وب‌سایت یک دانشگاه خاص را در میان وب‌سایت‌های دانشگاه‌های دیگر نشان می‌دهد. بنابراین فاکتور جی حالتی از گستردگی و میزان نفوذ یک دانشگاه براساس وب‌سایت آن است.
| دانشگاه                            | کشور   | رتبه کلی جهانی در سال ۲۰۰۶ |
| ---------------------------------- | ------ | -------------------------- |
| ام آی تی                           | آمریکا | ۱                          |
| دانشگاه هاروارد                    | آمریکا | ۲                          |
| دانشگاه کالیفرنیا                  | آمریکا | ۳                          |
| دانشگاه استنفورد                   | آمریکا | ۴                          |
| دانشگاه پرینستون                   | آمریکا | ۵                          |
| دانشگاه پنسیلوانیا                 | آمریکا | ۶                          |
| دانشگاه واشنگتن                    | آمریکا | ۷                          |
| دانشگاه ایلینوی در اوربانا شامپاین | آمریکا | ۸                          |
| دانشگاه کارنگی ملون                | آمریکا | ۹                          |
| دانشگاه راتگرز                     | آمریکا | ۱۰                         |

### رتبه‌بندی حرفه‌ای دانشگاه‌های دنیا
در مقایسه با رتبه‌بندی آموزشی دانشگاه‌های دنیا، رتبه‌بندی حرفه‌ای دانشگاه‌های دنیا نخست در سال ۲۰۰۷ توسط مدرسهٔ عالی ملی معدن پاریس بنیان گذاشته شد که به اندازه‌گیری کارایی هر دانشگاه در اصول حرفه‌ای می‌پردازد. شاخص اصلی این رتبه‌بندی تعداد مدیران اجرایی ارشد در میان ۵۰۰ شرکت مطرح دنیاست (از لحظ سودآوری) که بر اساس دانشگاهی که آنان درس خوانده‌اند محاسبه می‌شود. رتبه‌بندی آموزشی دانشگاه‌های دنیا و رتبه‌بندی حرفه‌ای دانشگاه‌های دنیا می‌توانند مکمل یکدیگر در نظر گرفته شوند چرا که به ترتیب قابلیت دانشگاه‌ها را در زمینهٔ آموزشی و در زمینهٔ سودآوری اقتصادی نشان می‌دهد.
| دانشگاه            | کشور      | رتبه کلی جهانی در سال ۲۰۰۹ |
| ------------------ | --------- | -------------------------- |
| دانشگاه توکیو      | ژاپن      | ۱                          |
| دانشگاه هاروارد    | آمریکا    | ۲                          |
| دانشگاه استنفورد   | آمریکا    | ۳                          |
| دانشگاه واسدا      | ژاپن      | ۴                          |
| دانشگاه ملی سئول   | کره جنوبی | ۵                          |
| هاش ا سه           | فرانسه    | ۶                          |
| دانشگاه دوک        | آمریکا    | ۷                          |
| دانشگاه آکسفورد    | انگلیس    | ۷                          |
| دانشگاه پنسیلوانیا | آمریکا    | ۷                          |
| دانشگاه انا        | فرانسه    | ۱۰                         |

### رتبه‌بندی عملکرد مقالات علمی
رتبه‌بندی عملکرد مقالات علمی دانشگاه‌ها (HEEACT) یک رتبه‌بندی بر اساس روش کتاب‌سنجی است که توسط انجمن ارزیابی و ارتقا دهی آموزش عالی تایوان صورت گرفته‌است. در این روش، ۹ شاخص در نظر گرفته شده‌است که عبارتند از: مقالات ۱۱ سال اخیر، مقالات کنونی، ارجاعات به کتب و مقالات در ۱۱ سال اخیر، ارجاعات به کتب و مقالات در حال حاضر، شاخص H، میزان مورد مرجع قرار گرفتن مقالات، مقالات چاپ شده در مجلات با ضریب تأثیر‌گذاری بالا و برتری حوزه‌های فعالیت. این نوع رتبه‌بندی با توجه به این ۹ شاخص نشان‌دهندهٔ سه معیار کارکرد مقالات علمی است: بهره‌وری تحقیقات، میزان تأثیرگذاری تحقیقات و برتری تحقیقات. در این پروژه با کمک روش کتاب‌سنجی کارکرد مقالات علمی ۵۰۰ دانشگاه برتر دنیا تحلیل و رتبه‌بندی شده‌است.
| دانشگاه              | ایالت      | رتبه کلی در سال ۲۰۰۹ |
| -------------------- | ---------- | -------------------- |
| دانشگاه هاروارد      | ماساچوست   | ۱                    |
| دانشگاه جانز هاپکینز | مریلند     | ۲                    |
| دانشگاه استنفورد     | کالیفرنیا  | ۳                    |
| دانشگاه واشنگتن      | واشنگتن    | ۴                    |
| دانشگاه ویرجینیا     | ویرجینیا   | ۵                    |
| دانشگاه میشیگان      | میشیگان    | ۶                    |
| ام آی تی             | ماساچوست   | ۷                    |
| دانشگاه کالیفرنیا    | کالیفرنیا  | ۸                    |
| دانشگاه پنسیلوانیا   | پنسیلوانیا | ۹                    |
|                      | نیویورک    | ۱۰                   |

### رتبه‌بندی دانشگاه ووهان
یک رتبه‌بندی دیگر توسط مرکز تحقیقات ارزیابی علم چین در دانشگاه ووهان است. این رتبه‌بندی بر اساس شاخص‌های علوم پایه بدست آمده‌است که نشان می‌دهد دانشگاه‌ها از نظر تعداد مقالات چاپ شده و ارجاعات بیش از ۱۱٬۰۰۰ مجلهٔ علمی در سراسر دنیا در ۲۲ حوزهٔ علمی مختلف به آن مقالات در چه جایگاهی قرار دارند. وب‌گاه این رتبه‌بندی به زبان انگلیسی نیز در دسترس است.
| دانشگاه                | کشور   | رتبه کلی جهانی در سال ۲۰۰۷ |
| ---------------------- | ------ | -------------------------- |
| دانشگاه هاروارد        | آمریکا | ۱                          |
| دانشگاه تگزاس در آستین | آمریکا | ۲                          |
| دانشگاه واشنگتن        | آمریکا | ۳                          |
| دانشگاه استنفورد       | آمریکا | ۴                          |
| دانشگاه جانز هاپکینز   | آمریکا | ۵                          |
| دانشگاه کالیفرنیا      | آمریکا | ۶                          |
| دانشگاه ویرجینیا       | آمریکا | ۷                          |
| دانشگاه توکیو          | ژاپن   | ۸                          |
| دانشگاه میشیگان        | آمریکا | ۹                          |
| ام آی تی               | آمریکا | ۱۰                         |

### رتبه‌بندی Global Universities Ranking
یک رتبه‌بندی دیگر توسط مؤسسه RatER روسیه است. این رتبه‌بندی بر اساس مخلوطی از شاخص‌های دیگر بدست آمده‌است.
| دانشگاه              | کشور   | رتبه کلی جهانی در سال ۲۰۰۹ |
| -------------------- | ------ | -------------------------- |
| ام آی تی             | آمریکا | ۱                          |
| کلتک                 | آمریکا | ۲                          |
| دانشگاه توکیو        | ژاپن   | ۳                          |
| دانشگاه کلمبیا       | آمریکا | ۴                          |
| دانشگاه دولتی مسکو   | روسیه  | ۵                          |
| دانشگاه هاروارد      | آمریکا | ۶                          |
| دانشگاه استنفورد     | آمریکا | ۷                          |
| دانشگاه کمبریج       | انگلیس | ۸                          |
| دانشگاه جانز هاپکینز | آمریکا | ۹                          |
| دانشگاه شیکاگو       | آمریکا | ۱۰                         |

### رتبه‌بندی SCImago
یک رتبه‌بندی دیگر توسط گروه پژوهشی SCImago انجام می‌شود که بر اساس تعداد مقالات علمی موسسات تحقیقاتی دولتی و آموزش عالی کشورهای مختلف موجود در دیتابیس Scopus از انتشارات Elsevier بدست آمده‌است.
| دانشگاه                             | کشور   | رتبه کلی جهانی در سال ۲۰۰۹ |
| ----------------------------------- | ------ | -------------------------- |
| دانشگاه هاروارد                     | آمریکا | ۱                          |
| دانشگاه توکیو                       | ژاپن   | ۲                          |
| دانشگاه تورنتو                      | کانادا | ۳                          |
| دانشگاه ویرجینیا                    | آمریکا | ۴                          |
| دانشگاه میشیگان                     | آمریکا | ۵                          |
| دانشکده علوم پزشکی دانشگاه واشینگتن | آمریکا | ۶                          |
| دانشگاه سینگهوا                     | چین    | ۷                          |
| دانشگاه کیوتو                       | ژاپن   | ۸                          |
| دانشگاه واشینگتن                    | آمریکا | ۹                          |
| دانشگاه جانز هاپکینز                | آمریکا | ۱۰                         |